# ビオレ
ビオレ（Biore）は、花王が展開する洗顔料・基礎化粧品を中心とした化粧品ブランドである。ボディソープの「ビオレu」や男性向けの「メンズビオレ」など、複数の派生ブランドも存在する。

## 概要
従来石鹸や洗顔料が弱アルカリ性（石鹸の製造過程に由来）である中で、1980年に中性（酸性でもアルカリ性でもない）というビオレ洗顔フォームを発売、素肌にやさしい中性の洗浄成分MAP（モノアルキルフォスフェイト）を主成分とした洗顔料で、突っ張らない洗い上がりというコンセプトを打ち出した。1984年に、前述のビオレ洗顔フォームと同じ中性の洗浄成分を主成分とした全身洗浄料「ビオレu」を発売。1996年に小鼻の毛穴に詰まった角栓（毛穴にたまった汚れや皮脂や古い角質が混ざった固形状の汚れのことで、これが毛穴を押し広げることで、毛穴の目立ちや黒ずみの原因となる）を取るシート状のバック「ビオレ毛穴すっきりパック」を発売、貼ってはがすだけの手軽さと目に見える効果で、日本はもとより、海外でも支持され、大ヒットした。中性洗顔料は他社類似後発品も多かったが、1999年に中性から素肌と同じ弱酸性に変更された。マーケティング活動の成果から、弱酸性というそれまではあまり聞かなかった言葉を一気に浸透させ、他社も似た動きを見せている。
同シリーズは肌にやさしいというコンセプトで売上を伸ばし、特に「ビオレu」では肌の敏感な乳児や幼児の肌にも使うことが可能であるとして、幼い子供のいる家庭にも利用がみられ、テレビCMシリーズでも子役を起用したりアニメーションなどで子供に使えることをアピールしている。「ビオレu」のCMシリーズでは、「ビオレママ」なる子供の世話を精一杯がんばるおかあさん像を登場させ、生活の節々で同製品を利用する様子を描いている。また、2011年10月の全面リニューアルでは、アニメーションのビオレママに加えて、渡辺満里奈・瀬戸朝香・MEGUMIをCMキャラクターに起用していた。なお、「ビオレu」では、英字表記のブランドロゴに加えてカタカナ表記の「ビオレ」ロゴも併記されており、カタカナ表記の「ビオレ」のほうがより大きく表記されている。
2017年2月には、制汗アルミニウム塩（制汗効果のある成分）を無配合としたデオドラント剤「薬用デオドラントZ」を発売。本品は「メンズビオレ 薬用デオドラントZ」として男性向けにも同時発売されている。ラインナップは「ビオレ 薬用デオドラントZ」と「メンズビオレ 薬用デオドラントZ」で共通化しており、エッセンスとロールオン、2018年2月に追加発売された全身用スプレーの3タイプで、それぞれに無香料と香りつき（「ビオレ 薬用デオドラントZ」はせっけんの香り、「メンズビオレ 薬用デオドラントZ」はアクアシトラスの香り）を設定しているが、処方設計がそれぞれ異なるほか、容器の色が「ビオレ 薬用デオドラントZ」がピンク、「メンズビオレ 薬用デオドラントZ」がブラックとなっている、また、「メンズビオレ 薬用デオドラントZ」は「ビオレ 薬用デオドラントZ」よりも内容量が多めとなっている（エッセンス メンズビオレ：40g/ビオレ：30g、ロールオン メンズビオレ：55ml/ビオレ：40ml、全身用スプレー メンズビオレ：130ml/ビオレ：110ml）。同時期に、日やけ止めブランド「ビオレさらさらUV」を「ビオレUV」に改名した。また、「ビオレ 薬用デオドラントZ」「メンズビオレ 薬用デオドラントZ」に関しては、2019年2月に医薬部外品に該当しない製品が発売されたため、シリーズ名が「ビオレZ」「メンズビオレZ」に改名された。
男性向けブランドの「メンズビオレ」は2008年以降、3年周期で刷新されており、2014年3月にパッケージデザインを刷新した。
なお商品名由来は、同社商品サイトによればギリシャ語の“Bios”（生活）と“Ore”（満ち足りた）の合成語とのこと。当初は洗顔料や基礎化粧品としてのシリーズではあったが、ボディソープ展開以降には洗面から入浴という生活の中のリフレッシュないしリラックスタイムを彩る製品ともなっている。
「ビオレ」「ビオレu」「メンズビオレ」の商品パッケージには「kao」のシンボルマークが付いているが、少なくとも2000年代以降の放映されているビオレブランドのテレビCMには「kao（現CI導入以前の「花王」を含む）」のシンボルマークは一切出していない。また、ビオレブランドの洗顔料やメイク落としのテレビCMではCMの最後に英字表記のブランドロゴを出し、サウンドロゴが流れる。ブランドロゴの下には「素肌によろこびを」というメッセージが小さな文字で添えられている。

## 現行製品一覧

### フェイスケア製品
- 洗顔料
  - ビオレ ザフェイス 泡洗顔料 - 2022年4月（一部ECサイトは同年3月、一部店舗は同年3月最終週）発売。つめかえ用はボトルタイプとなり、約2.1回分（本体容量を8分目とした場合）の340ml入りの大容量となる。
    - ディープモイスト
    - モイスト
    - オイルコントロール
    - アクネケア【医薬部外品】
    - スムースクリア - 2023年4月発売

  - ビオレ マシュマロホイップ - 泡タイプ。2019年3月のリニューアル時に処方改良するとともに、本体はボトル胴体をフィルムで覆った仕様に、つめかえ用は注ぎ口のストローを無くす替わりに、凹凸入りのダブルフック形状となった。2020年冬にパッケージデザインが変更（自然切替）され、本体はPOPシールが廃止された。また、つめかえ用には一部店舗やECサイト限定で約2.5倍分（330ml）で、キャップ付きの大容量も設定されている（つめかえ用大容量は花王の製品情報サイトには未掲載）。
    - モイスチャー - 2010年4月のリニューアル時につめかえ用を追加。2015年2月のリニューアル時に「ビオレ マシュマロホイップ」から製品名を変更した。
    - 薬用アクネケア【医薬部外品】 - 2013年2月発売。

  - ビオレ スキンケア洗顔料 - 2011年8月発売。従来発売していた「洗顔フォーム」に替わる製品。2016年2月のリニューアル時に白基調のパッケージに刷新。2020年冬に130gのパッケージデザインが変更（自然切替）され、POPシールが廃止された。
    - モイスチャー - サイズラインナップは従来の「洗顔フォーム」を継承し、ミニ（30g）、小（60g）、大（130g）の3サイズ。なお、大サイズは従来の「洗顔フォーム」から20g増量した（110g→130g）。
    - リッチモイスチャー - 「スキンケア洗顔料」へのリニューアルに伴い、内容量を従来の「洗顔フォーム しっとりクリームin」から20g増量した（110g→130g）。
    - スクラブin - 「スキンケア洗顔料」へのリニューアルに伴い、内容量も従来の「洗顔フォーム うるおいスクラブin」から30g増量した（100g→130g）。
    - 薬用アクネケア【医薬部外品】 - 2012年2月発売。

  - ビオレ おうちdeエステ - 2021年4月に2品ともリニューアルされ、新たに60g入りのミニサイズを追加発売して既存の150gとの2容量となった。
    - 肌をなめらかにする マッサージ洗顔ジェル - 2017年10月発売。ジェルタイプ。
    - 肌をやわらかくする マッサージ洗顔ジェル - 2016年10月発売。ジェルタイプ。発売当初は「30秒のマッサージ洗顔ジェル」として発売されていたが、2017年秋に製品名を変更。

  - ビオレ 朝用ジュレ洗顔料 - 2020年3月（一部ECサイトは同年2月末）発売。アニオン活性剤フリーのポンプ式ジュレタイプ。つめかえ用は約2回分（本体内容量の約8分目を1回分とする）となり、キャップ付となる。2022年秋にパッケージデザインが変更された（自然切替）。
  - メンズビオレ
    - ダブルスクラブ洗顔 - 新CI導入に伴いベトナム製造に切り替えた。2014年3月に洗浄感・爽快感を向上してリニューアル。
    - ミクロスクラブ洗顔 - 発売当初は「スーパースクラブ洗顔」だったが、2011年3月のリニューアル時に内容量を100gから130gに増量し、ベトナム製造に切り替えた。2014年3月にスクラブ感を向上しリニューアル。
    - ディープオイルクリア洗顔 - 発売当初は「ダブルオイルクリア洗顔」だったが、2011年3月のリニューアル時に改名。新CI導入に伴いベトナム製造に切り替えた。2014年3月にクール感を向上しリニューアル。
    - 薬用アクネケア洗顔【医薬部外品】 - 2014年3月発売
    - 肌ケア洗顔 - 発売当初は「ダブルモイスト洗顔」だったが、2011年3月のリニューアル時に「ディープモイスト洗顔」へ改名し、ベトナム製造に切り替えた。2014年3月にヒアルロン酸を配合しリニューアル。2022年10月（店舗によっては同年9月最終週）に製品名とパッケージデザインを変更してリニューアルされ、オレンジ基調からピンク基調となった。
    - 泡タイプ洗顔 - 2011年3月のリニューアル時に内容量を増量（130ml→150ml）。同年8月にはこれまで設定されていなかったつめかえ用を追加発売。2017年9月に組成変更を行いリニューアルされた。
    - 泡タイプオイルクリア洗顔 - 2011年3月発売。同年8月につめかえ用を追加設定した。2017年9月に組成変更を行いリニューアルされた。
    - 泡タイプ薬用アクネケア洗顔【医薬部外品】 - 2013年3月発売。2017年9月に組成変更を行いリニューアルされた。
    - 泡タイプ肌ケア洗顔 - 2019年1月に「泡タイプディープモイスト洗顔」として発売。2022年10月（同年9月最終週）に製品名とパッケージデザインを変更してリニューアルされ、オレンジ基調からピンク基調となった。
    - ONE クレンジングジェル洗顔料 - 2021年3月（一部ECサイトでは同年1月）発売。泡立てずに使用するジェルタイプで、シェービングにも使用可能である。
    - ONE 泡ハンドソープ&洗顔料【医薬部外品】 - 2022年3月発売。
- メイク落とし - 「ピュアスキンクレンズ」の発売に伴い、既存の「ふくだけコットン うるおいリッチ」、「ふくだけコットン」、「パーフェクトオイル」、「うるおいクレンジングリキッド」、「メイクとろりん なで落ちジェル」、「素肌つるるん クレンジングウォーター」、「しっかりクリアジェル」、「メイクも落とせる洗顔料 うるうる密着泡」、「メイクも落とせる洗顔料 さっぱりミルク（200mlポンプ、つめかえ用）」は同時期に、「こくリッチメイクオフクリーム」、「メイクも落とせる洗顔料 つるすべ素肌」、「メイクも落とせる洗顔料 さっぱりミルク（60ml）」は2018年10月に、「しっかりアイメイク落としシート」は2018年11月に「ピュアスキンクレンズ」と同様のパッケージデザインに順次変更・統一するリニューアルが行われ、「パーフェクトオイル」と「うるおいクレンジングリキッド」はポンプサイズ（230ml）の容器形状も「ピュアスキンクレンズ」と同じ角形に統一された。なお、「素肌つるるん クレンジングウォーター」の本体、「メイクも落とせる洗顔料 さっぱりミルク」の本体とつめかえ用、「メイクも落とせる洗顔料 うるうる密着泡」、「メイクも落とせる洗顔料 つるすべ美肌」は2020年秋に、「パーフェクトオイル」、「うるおいクレンジングリキッド」、「ピュアスキンクレンズ」、「メイクとろりんなで落ちジェル」（いずれもミニサイズは除く）、「素肌つるるん クレンジングウォーター」のつめかえ用は2021年春に順次パッケージデザインが再度変更された（自然切替）。
  - ビオレ ザクレンズ メイク落とし - 2023年4月発売。オイルタイプ。つめかえ用は約1.8回分（本体容量の約8分目を1回分とする）とした280mlの大容量とし、携帯用のミニサイズ（50ml）も設定されている。
  - ビオレ パチパチはたらくメイク落とし - 2021年10月発売。はじける際にメイクを浮かせる為、ハンドプレス後に軽くなじませるだけの泡タイプ。ダブル洗顔不要、洗顔料としての使用も可能である。約1.6回分（1回分は本体内容量の約8分目とする）としたボトル入りのつめかえ用も設定されている。
  - ビオレ 泡クリームメイク落とし - 2020年9月（一部店舗・ECサイトは同年8月先行）発売。なじませるとクリーム状に変化する泡タイプ。つめかえ用も設定されている。2021年2月に通常サイズの約2.1回分（1回分は本体内容量の約8分目とする）とした355ml入り・キャップ付のつめかえ用大容量が追加発売された。
  - ビオレ パーフェクトオイル - オイルタイプ。発売当初は「ビオレ メイク落とし パーフェクトオイル」の製品名で発売されていた。サイズラインナップは230mlボトル、つめかえ用（210ml、2015年3月発売）、携帯用の50ml入りミニサイズ（2014年10月発売）の3サイズ。なお、150mlボトルは2015年3月に製造終了した。
  - ビオレ うるおいクレンジングリキッド - 2014年10月発売。水ベースのリキッドタイプ。先行で50ml入りのミニサイズが発売され、翌月（店舗により同月最終週）に「マイルドクレンジングリキッド（2011年10月発売）」からリニューアルする形で230ml入りを発売。2015年9月にはつめかえ用（210ml）を追加発売した。
  - ビオレ メイクとろりんなで落ちジェル - 2016年9月発売。ジェルタイプ。発売当初は170gのみだったが、2020年7月に60gを追加発売した。
  - ビオレ しっかりクリアジェル - ジェルタイプ。発売当初は「ビオレ メイク落とし しっかりクリアジェル」の製品名で発売されていた。サイズラインナップはチューブタイプの大（170g）のみだが、一部の店舗やECサイトには240g入りのポンプタイプも設定されている（ポンプタイプは花王の製品情報サイトには未掲載）。なお、ミニ（30g）は2020年7月をもって製造を終了した。
  - ビオレ クリアふきとりシート - 2020年9月（一部店舗・ECサイトは同年8月先行）発売。大判サイズのシートタイプ。携帯用の7枚、外出向けの20枚、自宅向けの32枚の3サイズがあり、20枚と32枚には高密閉ロック容器が採用されている。2021年10月（一部店舗は同年9月最終週）には自宅向け・大容量サイズの60枚が追加発売された。
  - ビオレ ふくだけコットン うるおいリッチ うるっとモイスト - 2013年8月に「ビオレ メイク落とし ふくだけコットン うるおいリッチ」発売。オイルを含ませたシートタイプ。携帯用（10枚）が先行発売され、後に、本体・つめかえ用も発売を開始。2018年3月のリニューアルに伴い、製品名が変更された。
  - ビオレ ふくだけコットン - シートタイプ。発売当初は「ビオレ メイク落とし ふくだけコットン」の製品名で発売されていた。携帯用（10枚）は2020年8月に製造を終了した。
  - ビオレ しっかりアイメイク落としシート - アイメイク専用シートタイプ。発売当初は「ビオレ ふくだけコットン」同様にケース入りでつめかえ用も設定されていたが、2004年10月に個包装タイプへリニューアルされ、後にシール付ピロー袋に全量入った仕様となった。2013年11月のパッケージリニューアル時にプラスチック製ケースから紙箱となり、2018年11月のパッケージリニューアル時に「ビオレ しっかりアイメイク落とし」から改名された。
  - ビオレ 素肌つるるんクレンジングウォーター - 2015年10月発売。市販のコットンを受け皿に当てて数回ゆっくり押してからふき取るウォータータイプ。つめかえ用も設定されている。ウォータープルーフタイプのマスカラは落ちないので注意が必要。
  - ビオレ メイクも落とせる洗顔料
    - つるすべ美肌 - 2010年3月発売。ペーストタイプ。2012年9月にリニューアル。
    - うるうる密着泡 - 2009年9月発売。泡タイプ。2010年9月につめかえ用を追加発売。2012年9月にリニューアル。
- 顔用シート
  - ビオレ メイク持続シート さらマット肌 - 2022年4月に「ビオレ メイクの上からさらマット肌持続シート」として発売。2023年4月にパッケージデザインと製品名を変更するリニューアルが行われた。
  - ビオレ メイクの上からうるピタ肌持続シート - 2022年4月発売。
  - ビオレ メイクの上からリ・フレッシュシート - 2018年4月発売。アルコールフリーの大判ウェットタイプ。2021年初春に12枚入のパッケージデザインが変更され、「メイクの上からリフレッシュシート」から製品名が変更された（自然切替）。なお、無香料に設定されている徳用の28枚入はパッケージデザイン・製品名の変更を受けずに2021年3月をもって製造を終了した。
    - 無香料
    - うるおいしっとりタイプ - 2019年9月発売。カモミールティーの香り。

  - メンズビオレ 洗顔シート - 男性向け顔用シート。携帯用と徳用（卓上用）の2容量が用意されている。入数は発売当初、携帯用が13枚/徳用が44枚だったが、2011年3月のリニューアルで携帯用が22枚、徳用が48枚にそれぞれ増量されていた。2018年2月にリニューアルされ、「タフテックシート」の採用とシートサイズが大きくなったことに伴って入数が減らされ、携帯用が20枚、徳用が38枚となり、「洗顔パワーシート」から製品名が変更された。なお、「肌ケアタイプ」は発売当初より徳用のみの設定となる。
    - レギュラー
    - クールタイプ - 2011年3月発売
    - 清潔感のある石けんの香り - 2017年2月発売
    - 香り気にならない無香性 - 2019年2月発売。メントール無配合。
    - 肌ケアタイプ - 2020年10月発売。保湿成分としてヒアルロン酸とBGを配合したメントール無配合タイプ。マイルドフローラルの香り。
- 化粧水・乳液
  - ビオレ うるおいジェリー - 2014年10月発売。後述の「ビオレ うるおい密封ジェル化粧水」後継のジェリータイプの化粧水。つめかえ用も設定されている。
    - しっとり - 本品のみ35ml入りのミニサイズも設定されている。
    - とてもしっとり

  - ビオレ うるおい弱酸水 - 化粧水。2010年9月にボトル形状をポンプタイプに変更（同時に外装のクリアケースを廃止し、フィルム包装に変更）し、つめかえ用を追加発売（なお、つめかえ用はポンプタイプ専用であるため、従来の「うるおい弱酸水」を所持している方も改めて本体を購入する必要がある）。2017年9月に「さっぱり」と「とてもしっとり」が製造終了されたため、現在は「しっとり」のみの設定である。
  - メンズビオレ 浸透化粧水 - 男性向け化粧水。
    - ローションタイプ - 2012年3月発売
    - 浸透ジェルタイプ - 2012年3月発売
    - 薬用アクネケアタイプ【医薬部外品】 - 2013年3月発売
- 日やけ止め（顔用）
  - メンズビオレ ONE BB&UVクリーム（SPF50+/PA++++） - 2021年3月（一部ECサイトでは同年1月）発売。肌色補正機能を備えたクリームタイプ。
- パック
  - ビオレ TEGOTAE 寝ている間のうるおい集中ケアパック - 2019年11月（一部ECサイトは同年9月、一部店舗は同年10月最終週）発売。保湿マスク。就寝前に目元や口元に使用する部分用。以前発売されていた「寝ている間に目もとうるおい浸透パック」の後継製品でもあり、入数は8セット（16枚）に増量されている。
  - ビオレ 毛穴すっきりパック - シートタイプの角栓除去パック。2017年4月にリニューアルした（鼻用 白色タイプと鼻用+気になる部分用はパッケージリニューアルのみ）。
    - 鼻用 白色タイプ
    - 鼻用 黒色タイプ - 2017年4月のリニューアルでは、炭と（スチレン/メタクリル酸ステアリル）クロスポリマーで構成された「皮脂吸着成分竹炭EX」とひんやり成分のメントールを配合した。
    - 鼻用+気になる部分用（白色タイプ）

  - メンズビオレ 毛穴すっきりパック - 女性向けの「ビオレ 毛穴すっきりパック」よりサイズが大きめの男性向け角質除去パック。
    - 白色タイプ
    - 黒色タイプ

### ボディケア製品
- 全身洗浄料・洗浄用具
  - ビオレu 泡で出てくるボディウォッシュ - 2014年5月発売。泡タイプのボディウォッシュ。ポンプ（600ml）とつめかえ用（480ml）の2サイズ展開。2015年10月のパッケージリニューアル時に本体はポンプ頭部とボトル側面にボディウォッシュであることを示すラインが付いた。2016年10月にリニューアル。2017年4月に香りつき2製品、同年9月に「うるおいしっとり」が順次追加発売されて4種類となっている。2020年秋に「ビオレママ」が描かれたパッケージデザインに変更された（自然切替）。
    - ビオレu 泡で出てくるボディウォッシュ - レギュラータイプ。フレッシュフローラルの香り（微香性）。
    - エンジェルローズの香り
    - フレッシュシトラスの香り
    - うるおいしっとり

  - ビオレu - 液体タイプのボディウォッシュ。サイズラインナップはポンプとつめかえ用の2サイズ展開だが、レギュラータイプのみ、携帯用のミニ（90ml）とボトル入りのレギュラーを加えた4サイズ展開。さらに、レギュラータイプの「ビオレu」、「エンジェルローズの香り」、「さっぱりさらさら」、「うるおいしっとり」の4種類には、ホームセンターやECサイトなどの一部販売店限定でつめかえ用特大サイズが設定されている（つめかえ用特大サイズは花王の製品情報ページには掲載されていない）。なお、液性が中性から弱酸性に変更された当初は「ビオレ ボディケアフォーム」の商品名で発売されていた。2015年4月のリニューアル時にはポンプ容器にJIS規格で2014年5月に規定された身体用洗浄料の触覚識別表示に対応し、ポンプ頭頂部とボトル側面に一直線状の触覚記号を採用した[1]。2017年7月に「洗浄力コントロール処方」を採用して全面リニューアル。リニューアルに伴い、香りラインの「スマイルタイム」を吸収統合して名称変更し、「さっぱりさらさら（旧：さっぱりさらさら肌）」はミニとレギュラーを廃止してポンプとつめかえ用のみの設定となり、「ミニ」を除くすべてのサイズの内容量を変更（レギュラー:300ml→200ml、ポンプ：530ml→480ml、つめかえ用：380ml→340ml、つめかえ用特大：1500ml→1350ml）し、つめかえ用（通常サイズ）は2016年1月の「エッセンシャル」を皮切りに一部のヘアケアブランドに順次採用されている「ラクラクecoパック」に刷新された。ポンプは2020年初夏に、つめかえ用・レギュラー・ミニは同年秋に「ビオレママ」が描かれたパッケージデザインに変更された（自然切替）。
    - ビオレu - レギュラータイプ。フレッシュフローラルの香り（微香性）。
    - エンジェルローズの香り - 2007年1月発売。数年単位で入れ替えがある香りラインの中では10年以上発売されているロングセラーの香りである。
    - フレッシュシトラスの香り - 2014年4月発売。
    - スイートピーチの香り - 2015年4月発売。発売当初は「スマイルタイム ぴちぴちピーチの香り」だったが、2017年7月のリニューアルに伴い改名した。
    - さっぱりさらさら - グリーンシトラスの香り。元々は「さらさら素肌」の商品名だったが、2015年4月のリニューアル時に「さっぱりさらさら肌」に改名し、2017年7月のリニューアルで再改名した。
    - うるおいしっとり - フルーティーフローラルの香り。2017年7月のリニューアルで「うるおいしっとり肌」から改名した。

  - ビオレ トラベルセット - 「ビオレ スキンケア洗顔料 モイスチャー」、「ビオレu」のミニサイズと「みるみる泡立つボディタオル」のハーフサイズをケースに入れた携帯用セット。台紙には「ビオレママ」がデザインされている。2020年秋に「ビオレu」のパッケージデザインが変更されたことに伴い、仕様変更された（自然切替）。
  - ビオレu ザ ボディ - 2019年8月発売。「ビオレu」のシリーズ品ではあるものの、花王の製品カタログページでは「ビオレu」とは別ブランド（派生ブランド）として扱われている。
    - 泡タイプ - つめかえ用はリブ付ボトルタイプが採用されており、通常サイズの他に、約1.8倍量の大サイズも設定されている。2022年8月にリニューアル。組成が変更され、着色剤を除くボトルに100%再生プラスチックを使用。本体はポンプフォーマーが改良され、正面のロゴをエンボス加工に変えて表面のラベル面積が削減され、広口化。つめかえ用は減容（450ml→440ml、800ml→780ml）された。
      - ピュアリーサボンの香り
      - ブリリアントブーケの香り
      - ヒーリングボタニカルの香り
      - ディープクリア - 2020年8月発売。
      - 金木犀の香り - 2021年秋・2022年秋の数量限定発売を経て、2023年3月にレギュラー品へ昇格する形で発売。つめかえ用は大サイズのみとなる。

    - ジェルタイプ - 2021年8月発売。つめかえ用は「ラクラクecoパック」仕様の通常サイズ（340ml）の他に、約2.2倍量（750ml）・キャップ付スタウトパウチ仕様の大サイズも設定される。
      - ピュアリーサボンの香り
      - ブリリアントブーケの香り

    - まさつレスボディスティック - 一部店舗での先行発売を経て、2022年3月発売。
    - 泡タイプ用ボディミトン
    - 液体タイプ用ボディタオル

  - ビオレガード 髪も洗える薬用ボディウォッシュ ナチュラルハーブの香り【医薬部外品】 - 2021年4月発売。
  - メンズビオレ 薬用デオドラントボディウォッシュ【医薬部外品】 - 男性向けボディウォッシュ。2016年春のパッケージデザインリニューアル時に本体はポンプ頭部とボトル側面にボディウォッシュであることを示すラインが付いた。2018年4月にパッケージデザインがリニューアルされた。「フレッシュなミントの香り」と「清潔感のある石けんの香り」は2020年からベトナム製造となった。
    - フレッシュなミントの香り - 発売当初はついていなかった香調名は2013年10月に「やさしいせっけんの香り」が追加発売された時に付いた。
    - 清潔感のあるせっけんの香り - 2013年10月に「やさしいせっけんの香り」として追加。2015年3月のリニューアル時に香調名が変更された。なお、2018年4月のパッケージリニューアルで「洗顔シート」と同じカラーに統一されている。
    - 肌ケアタイプ - 2015年9月発売。おだやかなフローラルの香り。発売当初はライトグリーン基調のボトルだったが、2021年より「洗顔シート 肌ケアタイプ」と同じピンク基調へ変更された。

  - メンズビオレ ONE オールインワン全身洗浄料 - 2018年10月発売（一部ECサイトでは同年8月より数量限定で先行発売）。シャンプー・洗顔料・ボディウォッシュの機能を兼ねた全身洗浄料。つめかえ用は「ラクラクecoパック」を採用する。
    - 清潔感のあるフルーティーサボンの香り
    - 爽やかハーバルグリーンの香り
    - 髪・肌なめらかタイプ - 2019年10月（一部ECサイトでは同年9月先行）発売。保湿成分として天然由来ベタインを配合したもの。フローラルサボンの香り。
- ハンドソープ・手指用消毒剤・除菌シート
  - ビオレu
    - 泡ハンドソープ【医薬部外品】 - この商品に関連して、こどもの手洗いを習慣付けるため、「あわあわ手洗いのうた」が製作された。「ビオレu」の公式サイトで視聴可能である。2014年5月のリニューアル時にポンプヘッドを大型化し、ボトルの重心を下げた「らくらくポンプ」を採用するとともに、泡もちが向上され、肌清浄化技術「SPT」を採用して「泡で出てくるハンドソープ」から改名した。2015年10月にレギュラータイプとフルーツの香りに800ml入りの「つめかえ用 大型サイズ」を追加発売し、2016年10月には「つめかえ用 大型サイズ」をシトラスの香りにも追加設定した（発売に合わせ、既存の香りの「つめかえ用 大型サイズ」も同年秋にパッケージ変更を行い、「たっぷり使えるBIGサイズ」の表記が入る）。2018年5月に本体がリニューアルされ、ポンプヘッドに抗菌加工が施されるとともに、「ビオレママ」が描かれたパッケージデザインに変更。つめかえ用も同年春に本体と同じパッケージデザインに変更された。2019年3月には、レギュラータイプのみ、既存品の2倍容量となる大容量ポンプ（500ml）が追加発売された。大容量タイプはPOPシールのレス化に伴い、2021年秋にパッケージデザインが変更された（自然切替）。2023年4月にリニューアルされ、組成変更を行うとともに、ポンプは容器形状を変更。すべてのサイズで内容量が減容され（本体:250ml→240ml、つめかえ用：450ml→430ml、つめかえ用大：800ml→770ml）、レギュラータイプのみ、1200ml入りの特大サイズが追加された。なお、発売当初は殺菌成分にトリクロサンが配合されていたが、海外では販売禁止対象の成分になったため、2015年9月以降製造分からは殺菌成分がイソプロピルメチルフェノールに変更された。また、本体（大容量を除く）はタイで製造されている。
      - レギュラータイプ（マイルドシトラスの香り）
      - フルーツの香り - 2008年10月発売
      - シトラスの香り - 元々は数量限定品（本体+つめかえ用のセット品のみ）として発売されていたが、2010年9月にレギュラー化された。

    - 泡スタンプハンドソープ【医薬部外品】 - 「泡ハンドソープ」のポンプ部を変更し、手のひらで押すことで花の形をした泡が出てくる泡タイプハンドソープ。中身は「泡ハンドソープ」のレギュラータイプと同一のため、「泡ハンドソープ」のつめかえ用が使用可能である。元々は2019年4月に動物園や空港などの施設向けに泡の形状を施設ごとにカスタマイズされた特別仕様品の設置を開始し、同年6月に「泡ハンドソープ」のつめかえ用とのセット品として店舗・数量限定で発売されていたが、2020年3月にパッケージデザインを変更し、単体の製品としてレギュラー化された。2021年9月に肉球の形をした泡が出てくる「にくきゅう」を追加発売するとともに、既存品は台紙を省き、ボトルの形状を変更した新パッケージとなり、「お花」の名称がついた（「お花」は自然切替）。2023年4月に「泡ハンドソープ」同様に組成変更を行いリニューアルされた。
    - つめブラシ - 2021年10月発売
    - キッチン ハンドジェルソープ【医薬部外品】 - 2017年4月発売。ジェルタイプのキッチン用ハンドソープ。「無香料」のみの設定。
    - 手指の消毒液【指定医薬部外品】 - 2010年5月発売。ポンプタイプの置き型とミストタイプの携帯用があり、置き型にはつけかえ用もある。発売当初は「手指の消毒スプレー スキットガード」の製品名だったが、2014年7月に置き型タイプを、遅れて携帯用もパッケージリニューアルして「ビオレママ」が新たに描かれ、「手指の消毒スプレー」に改名。2016年初夏にパッケージデザインがリニューアルされ、「手指の消毒液」に製品名を変更。2019年11月に置き型がパッケージデザインを変更してリニューアル（つけかえ用は同年秋、携帯用は2020年春に順次自然切替）。2020年5月には約1.3回分（本体容量の約8分目を1回分とする）の420ml入りでつぶせるボトル仕様のつめかえ用が追加発売された。2021年春には置き型本体のパッケージデザインが再度変更された（自然切替）。なお、置き型本体には発売当初、使用時に敷く専用マットが付属していたが、現在の製品（2021年春仕様変更品）には付属していない。
    - 除菌やわらかウェットシート - 2011年3月発売。
      - ノンアルコールタイプ - 2015年10月に入数を15枚入りから10枚入り変更してリニューアル。
      - アルコールタイプ - 2015年10月発売。

  - ビオレ ザ ハンド 泡ハンドソープ【医薬部外品】 - 2021年10月発売。「ビオレ ザ ボディ 泡タイプ」と同じ構造の3層メッシュポンプを採用。つめかえ用は約3.5回分（1回分を本体容量の8分目とする）の大容量サイズのみの設定となる。
    - シフォンローズの香り
    - ボタニカルハーブの香り
    - シャインシトラスの香り - 一部店舗での先行発売を経て、2022年3月発売。

  - ビオレガード
    - 薬用泡ハンドソープ【医薬部外品】 - 2019年3月（一部ECサイトでは同年2月）発売。泡タイプハンドソープ。通常はポンプ（250ml）とつめかえ用（400ml）のみの設定だが、一部のカタログ販売やECサイトでは、大容量ポンプ（500ml）とつめかえ用 大型サイズ（800ml）も設定される。無香料のつめかえ用が2020年春に、無香料のポンプが同年夏に、ユーカリハーブの香りの本体とつめかえ用が同年秋に順次パッケージデザインが変更された（自然切替）。
      - 無香料
      - ユーカリハーブの香り

    - 薬用ジェルハンドソープ【医薬部外品】 - 2018年10月（一部ECサイトでは同年9月）発売。ジェルタイプハンドソープ。「ユーカリハーブの香り」のみの設定。つめかえ用は前述の「ビオレu 泡ハンドソープ」や「ビオレu アロマタイム 泡ハンドソープ」と異なり、キャップ付のスタンドパック仕様となる。2019年3月に60ml入りの携帯用を追加発売。つめかえ用は2020年春に、本体は同年夏に順次パッケージデザインが変更された（自然切替）。
    - 薬用泡で出る消毒液【指定医薬部外品】 - 2021年10月発売。泡で出て液状に変化するポンプ式フォームタイプ。本体は420mlと大容量の700mlの2サイズをラインナップ。ボトルタイプのつめかえ用も設定されている。2022年4月に45ml入りの携帯用が追加発売された（携帯用もつめかえ用からつめかえ可能である）。
    - 薬用消毒スプレー【指定医薬部外品】 - 2020年3月発売。ロック機構付トリガースプレータイプ。同年7月につけかえ用が追加発売された。
    - 薬用消毒スプレーα【指定医薬部外品】 - 2020年11月発売。有効成分としてエタノールを配合したスプレータイプ。つけかえ用も設定されている。
    - 薬用消毒シート【指定医薬部外品】 - 2020年11月発売（製造販売元：エリーゼント）。
    - 薬用消毒タオル【指定医薬部外品】 - 2020年11月発売。超大判サイズ（横46cm×縦23cm）の個包装タイプ。
- ハンドケア
  - ビオレ ザ ハンド 手洗い後に使うハンド乳液 - 2021年10月発売。既存の同類製品である「アトリックス ハンドミルク」とは異なり、塗った後に水や温水では流さずにそのままタオルドライする。200mlのポンプタイプと60mlの携帯用の2容量をラインナップするが、「アトリックス ハンドミルク」のようにつめかえ用は設定されていない。
- ボディケア
  - ビオレ 冷ハンディミスト - 2023年3月発売。冷却スプレー。ボトルタイプのつめかえ用も設定されている。
    - 無香性
    - リフレッシュサボンの香り

  - ビオレu 角層まで浸透する うるおいミルク - ポンプタイプの保湿乳液。2015年9月に独自の保湿技術「ラメラ技術」を採用、内容量を30ml増量（270ml→300ml）してリニューアルし、「家族みんなのうるおいミルク」から改名。2020年秋にパッケージデザインが変更された（自然切替）。
    - 無香料
    - やさしいフローラルの香り - 2012年9月のリニューアル時に「微香性」から改名
    - やさしいフルーツの香り - 2015年9月発売

  - ビオレu お風呂で使う うるおいミルク - 2017年9月発売。湯上り直前に使用する濡れた肌用保湿乳液。2020年秋にパッケージデザインが変更された（自然切替）
    - 無香料
    - やさしいフローラルの香り

  - ビオレu ザ ボディ ぬれた肌に使うボディ乳液 - 2020年9月発売。湯上がり直前に使用するボディ乳液。「ビオレu」のつめかえ用などに採用されている「ラクラクecoパック」と同じ容器が本体となっており、キャップを外して「らくらくスイッチ」と呼ばれるノズルを、本体下部に設けられている穴にフックをそれぞれ取り付け、タオルハンガーなど掛けられるところにかけて使用する。本体にノズルとつりさげ用フックが同梱した箱入りのセット品と、つけかえ用となる「つりさげパック」が用意されている。「つりさげパック」単体では使用できないため、最初はセット品を購入する。2022年9月に処方とパッケージデザインを変更してリニューアルされた。
    - エアリーブーケの香り
    - ナチュラルシトラスティーの香り - 2021年3月発売
    - 無香料

  - ビオレZ さらひや肌感ジュレ 無香料 - 2022年3月発売。ジュレタイプのボディローション。
  - メンズビオレ
    - ONE 全身化粧水スプレー - 2019年10月（一部ECサイトでは同年9月先行）発売。ロック機能付スプレータイプの全身化粧水。約3回分（340ml、本体容量の約8分目を1回分とする）の大容量としたボトル入りのつめかえ用も設定されている。
      - さっぱり
      - しっとり

    - ONE 保湿ミルク - 2022年10月（一部店舗は同年9月最終週）発売。浴室内で吊り下げて使用するミルクタイプ。パックのみのつけかえ用も設定されている。
      - フルーティサボン
      - 無香料
- 日やけ止め（顔・からだ用）
  - ビオレUV
    - アクアリッチ ウォータリーエッセンス（SPF50+/PA++++） - 2011年2月発売。水感エッセンスタイプ。2017年2月のリニューアル時に「ビオレさらさらUV」から「ビオレUV」へブランド名を変更。2019年2月のリニューアル時に日やけ止め処方としては世界初となる「Micro Defense処方」を採用。2022年冬に内容量を増量（50g→70g）し、キャップを一体型に変更してリニューアルされた（自然切替）。
    - アクアリッチ ウォータリージェル（SPF50+/PA++++） - 2015年2月発売。水感ジェルタイプ。2017年2月のリニューアル時に「ビオレさらさらUV」から「ビオレUV」へブランド名を変更。2019年2月のリニューアル時に日やけ止め処方としては世界初となる「Micro Defense処方」を採用。2022年冬に内容量を減容（90ml→70ml）し、ボトル形状を変更してリニューアルされた（自然切替）。
    - アクアリッチ ライトアップエッセンス（SPF50+/PA++++） - 2021年2月発売。合成着色料無配合のエッセンスタイプ。化粧下地としての使用も可能。2022年冬にパッケージデザインが変更された（自然切替）。
    - アクアリッチ アクアプロテクトローション（SPF50+/PA++++） - UVカット成分を寒天でできたアクアゲルに閉じ込めたローションタイプ。2021年5月にマツキヨココカラ&カンパニーのグループ店舗（マツモトキヨシ、ココカラファインなど）での数量限定先行発売を経て、2022年2月に発売された。
    - アクアリッチ アクアプロテクトミスト（SPF50/PA++++） - 肌上でジェル状に変化するミストタイプ。ノンガススプレーのため、日やけ止めでは初となるつけかえ用も設定されている。「アクアリッチ アクアプロテクトローション」同様、2022年に3月にマツキヨココカラ&カンパニーのグループ店舗での先行発売を経て、2023年2月に発売された。
    - バリア・ミー ミネラルジェントルミルク（SPF50/PA+++） - 2021年2月発売。紫外線吸収剤ゼロ処方のミルクタイプ。
    - バリア・ミー クッションジェントルエッセンス（SPF50+/PA++++） - 2022年2月発売。パラベンフリーのチューブ入りエッセンスタイプ。
    - アスリズム スキンプロテクトミルク（SPF50+/PA++++） - 2019年2月（一部ECサイトは2018年12月）発売。高耐久ミルクタイプ。2022年初春にパッケージデザインが変更され、外装はプラスチック製の袋から台紙とボトルを覆うプラスチック製フィルムに変更。ロゴマークが「月のマーク」レスの「Kao」ロゴとなった。
    - アスリズム スキンプロテクトエッセンス（SPF50+/PA++++） - 2019年2月（一部ECサイトは2018年12月）発売。高耐久エッセンスタイプ。2022年初春にパッケージデザインが変更され、外装はプラスチック製の袋から台紙とボトルを覆うプラスチック製フィルムに変更。ロゴマークが「月のマーク」レスの「Kao」ロゴとなった。
    - アスリズム スキンプロテクトスプレー（SPF50+/PA++++） - 2020年2月発売。高耐久スプレータイプ。2022年初春にパッケージデザインが変更され、ロゴマークが「月のマーク」レスの「Kao」ロゴとなった。
    - パーフェクトミルク（SPF50+/PA++++） - ミルクタイプ。2015年2月のリニューアル時にPA値を最高レベルのPA++++に向上。2017年2月のパッケージリニューアル時に「ビオレさらさらUV」から「ビオレUV」へブランド名を変更。2019年2月に「さらさら撥水ベール」を採用しリニューアルされた。
    - キッズ ピュアミルク（SPF50/PA+++） - 2020年2月発売。紫外線吸収剤ゼロ、アルコールフリー・パラベン（防腐剤）フリー・無香料・無着色設計のこども用ミルクタイプ。
- 汗ふきシート
  - ビオレu 全身すっきりシート - 2019年3月発売。界面活性剤不使用・無香料・メントール無配合（ただし、エタノールが含まれているため、肌がアルコールに弱い方は使用を控える旨が記されている）、パウダー無配合の顔・からだ用。10枚入り（携帯用）と10枚×2コ（徳用）の2容量が設定されている。
- ボディシート
  - ビオレさらさらパウダーシート - 2015年2月のリニューアル時にラインナップを再編して3ライン構成に変更。2016年2月のパッケージリニューアルでつめかえ用はパッケージ正面をこれまでの横向きから縦向きに変更。2018年2月にベーシックラインと「香りマジック」がリニューアルされ、2019年2月には「香りマジック」と「薬用デオドラント」がリニューアル。2020年2月（携帯用のみ、ボックスタイプは同年春に自然切替）にベーシックラインがパッケージデザインを変更するリニューアルが行われ、携帯用は中袋のデザインが4種類となった。全種類で10枚入りの携帯用が設定されており、ベーシックラインと薬用デオドラント 無香料には36枚入りのボックスタイプ（本体/つめかえ用）も設定されている。なお、本品はアルコールを含有する。
    - 清潔感あふれるせっけんの香り（ベーシック） - 従来の「せっけんの香り」から改名。
    - もぎたてシトラスの香り（ベーシック） - 2015年2月発売。従来の「ピュアフレッシュシトラスの香り」から改名。
    - 香りマジック 冷え冷えミントto完熟ベリーの香り - 2016年2月発売。ふくときはミントの香りだが、その後、ベリーの香りに変化するクールタイプ。発売当初は「アイスミントtoベリーの香り」の香調名だったが、2017年春に「ミントtoベリーの香り」に改名され、2019年2月のパッケージデザイン変更に伴い、再改名された。
    - 香りマジック さわやかマリンtoふわっとフローラルの香り - 2017年2月発売。ふくときはマリンの香りだが、その後、フローラルの香りに変化するクールタイプ。発売当初は「マリンtoフローラルの香り」の香調名だったが、2019年2月のパッケージデザイン変更に伴い、再改名された。
    - 薬用デオドラント 無香料【医薬部外品】

  - ビオレ 冷シート - 2018年2月発売。大判サイズの汗ふきシート。
    - 無香料
    - リフレッシュフローラルの香り
    - ももせっけんの香り - 2020年2月発売

  - ビオレ 冷シート 冷タオル - 2020年3月発売。超大判サイズ・個包装タイプの汗ふきシート。無香料のみの設定。
  - ビオレZ
    - さらひや肌感シート - 2022年3月発売。「ビオレさらさらパウダーシート」に比べ、サイズを大きくし、液量を増やしたアルコール配合のクールタイプ。顔にも使用可能。
      - 無香料
      - すがすがしいせっけんの香り

    - するり肌感シート - 2023年2月発売。メントール・アルコール・パウダー無配合タイプ。顔にも使用可能。
      - 無香料
      - すがすがしいせっけんの香り

    - 薬用スキンシート 清潔感のあるほのかなせっけんの香り【医薬部外品】 - 2021年3月発売。厚手・大判タイプ。アルコール配合。

  - メンズビオレ
    - 顔もふけるボディシート - 2023年3月にボディシートのうちの5種類がシートを大判化・厚手化して顔・からだ兼用品としてリニューアルされた。
      - 爽やかなフレッシュシトラスの香り - リニューアルに伴い「レギュラー（フレッシュライムの香り）」から改名された。
      - 清潔感のある石けんの香り - 2017年2月発売
      - クールタイプ - 「薬用デオドラントボディシート」発売時は「クールオーシャンの香り」の名称で発売されていたが、2018年春のパッケージデザイン変更時に改名された。
      - 無香性 - 2019年2月発売。
      - 肌ケアタイプ - 2021年10月発売。保湿成分にBGとヒアルロン酸を配合。メントール無配合。

    - ボディシート - 大判サイズの男性向け。2020年3月に「メンズビオレ 薬用デオドラントボディシート【医薬部外品】（2014年3月発売）」をリニューアル。枚数を減らす（32枚→28枚）代わりに液の量を増やした（253ml→272ml）ほか、防臭（殺菌）成分（イソプロピルメチルフェノール）が省かれ、化粧品の扱いとなった（なお、従来品に相当する仕様については、2021年3月に「デオドラントタイプ」を追加発売したことで事実上復活している）。
      - 極冷感タイプ - 2023年3月発売。クールオーシャンの香り。
      - 超洗浄タイプ - 2020年3月に「ニオイの元洗浄」として発売。ほのかなシトラスの香り。2023年3月に製品名とパッケージデザインが変更された。

    - 薬用ボディシート デオドラントタイプ【医薬部外品】 - 2021年3月発売。殺菌防臭成分のイソプロピルメチルフェノールを配合。無香料。枚数は他の製品より少ない20枚入りである。
- デオドラント剤
  - ビオレZ 薬用デオドラントロールオン【医薬部外品】 - 2017年2月発売に「ビオレ 薬用デオドラントZ ロールオン」として発売。2020年2月にさらさら感が向上され、パウチ包装から台紙+プラスチックフィルム包装に変更するリニューアルを行い、製品名が変更された。
    - 無香性
    - せっけんの香り

  - メンズビオレZ
    - 薬用ボディシャワー【医薬部外品】 - 2021年2月発売。ロック機能付トリガースプレー式のシャワータイプ。つけかえ用も設定されている。
      - 無香性
      - アクアシトラスの香り

    - 薬用デオドラントロールオン【医薬部外品】 - 2017年2月に「メンズビオレ 薬用デオドラントZ ロールオン」として発売。2020年2月にさらさら感が向上され、パウチ包装から台紙+プラスチックフィルム包装に変更するリニューアルを行い、製品名が変更された。
      - 無香性
      - アクアシトラスの香り
- 足用クリーム - 2021年2月に内容量を増量（50g→70g）してリニューアルされた。
  - ビオレZ さらさらフットクリーム せっけんの香り - 2019年2月発売
  - メンズビオレZ さらさらフットクリーム 石けんの香り - 2019年2月発売

### インバスヘルスケア
- 入浴剤
  - ビオレu 角層まで浸透する うるおいバスミルク - 液体タイプ。本製品は肌の保湿を目的とした製品で、同社の入浴剤「バブ」・「エモリカ薬用スキンケア入浴液」・「キュレル 入浴剤」のように薬用成分は含まれていない。2015年9月にうるおい感を向上してリニューアルし、「家族みんなのすべすべバスミルク」から改名。2020年秋に「やさしいミルクローズの香り」のつめかえ用と「ほのかなパウダリーの香り」が、2021年初春に「やさしいミルクローズの香り」の本体がビオレママが描かれたパッケージデザインに順次変更された（自然切替）。
    - ほのかなパウダリーの香り
    - やさしいミルクローズの香り - 2009年9月発売に「ミルクローズの香り」として発売。2015年9月のリニューアルに伴い改名。

### 取扱店限定品
- ビオレUV
  - アクアリッチ ウォータリーエッセンス フレッシュパウチ - 2023年3月発売。「アクアリッチ ウォータリーエッセンス」を「PuraOra 36500 薬用高密着クリームハミガキ/薬用歯の根元コートジェルハミガキ」と同じキャップ付パウチ包装としたもの。つけかえ用も設定されている。イオン/イオンスタイル、ウエルシア、マツキヨココカラ&カンパニーグループ（マツモトキヨシグループ・ココカラファイングループ）限定販売。
  - アクアリッチ ハイライトローション（SPF50+/PA++++） - 2023年3月発売。ハイライト効果（メイクアップ効果）が付与されたローションタイプの日やけ止め。マツキヨココカラ&カンパニー限定発売。
- ビオレ ワン - 2023年4月発売。髪・顔・体全てに使用可能なオールインワンタイプのボディケアを扱うサブブランド。カインズグループ（カインズ・ハンズ、各ブランドのECショップを含む）及びLOHACOでの取り扱い。
  - 髪・顔・体洗浄料
  - 髪・顔・体泡で出る化粧水

### 業務用製品
業務用製品は「Kaoプロフェッショナル（旧・Kaoプロシリーズ）」の一製品として発売されている。
- ビオレu 泡ハンドソープ - 業務用はレギュラー（マイルドシトラスの香り）とフルーツの香りの2種類を設定しており、容量もそれぞれの香りで2L入りと4L入りを設定。また、使用の際は別売りで発売されている「専用ポンプボトル（業務用）」を用意する必要がある（通常品でもつめ替えることが可能だが、専用ポンプボトルは通常品の1.4倍となる350ml入る設計である）。

## 製造終了品
- 洗顔フォーム

「ビオレ」の基盤商品。弱酸性（発売当初は中性）。「スキンケア洗顔料 モイスチャー」発売に伴い、2011年8月で製造終了。一時、消炎成分を配合し「ニキビ予防にも効果的」と宣伝していた時期があり、その間は【医薬部外品】であった（効能・効果：ニキビを防ぐ）。その後、ニキビ予防に対応した洗顔料は2012年2月に消炎成分に加えて殺菌成分も配合した「スキンケア洗顔料 薬用アクネケア」へ継承することとなる。
- 洗顔フォーム ひんやりハーブ

クールタイプ。2011年8月製造終了。
- 洗顔フォーム しっとりクリームin

「スキンケア洗顔料 リッチモイスチャー」発売に伴い、2011年8月で製造終了。
- 洗顔フォーム うるおいスクラブin

「スキンケア洗顔料 スクラブin」発売に伴い、2011年8月で製造終了。
- スキンケア洗顔料 オイルコントロール

2014年2月発売。2010年3月をもって製造を終了した「洗顔フォーム すっきりディープクリア」の実質的な後継製品。2016年2月のリニューアルに伴い、従来の「ディープクリア」から製品名を変更した。「ザフェイス 泡洗顔料 ディープクリア」へ統合のため、2023年3月末製造終了。
- 毛穴すっきり洗顔料 べたつきクリア

天然由来ガム成分（ヒドロキシプロピルグアーガム）を配合。2014年2月製造終了。
- 毛穴すっきり洗顔料 角質クリア

ブルースクラブとパウダースクラブの2種類のスクラブを配合。2014年2月製造終了。
- 液体洗顔料
- うるおい液体洗顔料

どちらも中性である。
- マイルド泡ウォッシュ

はじめから泡で出る洗顔料（中性）。容器を振らずにキャップを引き上げ、ボトル胴部を押して使う。後に、この容器は「プリティア ふんわり泡カラー」等の泡状ヘアカラーに応用された。
- うるおい洗顔水

化粧水成分を配合した透明ウォータータイプの液体洗顔料（中性）。
- 毛穴すっきり洗顔料

ジェルタイプ。2010年3月末で製造終了。
- 洗顔フォーム すっきりディープクリア

皮脂クリア成分配合。2010年3月末で製造終了。
- ディープウォッシュ つるつるビーズin

ミクロビーズを配合した洗顔料。
- ディープウォッシュ 毛穴すっきりジェル

皮脂溶解ジェルを採用した洗顔料。
- ブラックリキッド フェイシャルクレンザー

2018年10月発売。ポンプ式液タイプの洗顔料。メントールを冷感成分として配合された「ブラックリキッド フェイシャルクレンザー クール」も発売されていた。2020年3月製造終了。
- マシュマロホイップ リッチモイスチャー

2011年2月発売。2013年2月のリニューアル時に「マシュマロホイップ リッチタイプ」から製品名を変更。2022年3月製造終了。「ザフェイス 泡洗顔料 ディープモイスト」が実質的な代替品となる。
- マシュマロホイップ オイルコントロール

2015年2月発売。2017年春のリニューアル時に「マシュマロホイップ ディープクリア」から製品名を変更。2022年3月製造終了。「ザフェイス 泡洗顔料 オイルコントロール」が実質的な代替品となる。
- メイク落とし

現在の「メイク落とし しっかりクリアジェル」の前身。当初はスリム形状のポンプ式容器を採用していた。
- クレンジングウォッシュ

現在の「メイクも落とせる洗顔料」の前身。中性のMAPにメイクを落とす洗浄成分LSを追加処方した組成。
- 小鼻つるつるホットクレンジング

温熱クレンジングクリーム。2010年3月末製造終了。
- メイクとろけるリキッド

2007年4月発売。ウォーターベースのリキッドタイプのメイク落とし。「マイルドクレンジングリキッド」発売に伴い、2011年10月末をもって製造終了。
- フェイスケアジェル【医薬部外品】
- メイク落とし ふくだけコットン さらさらオイルin

「さらさらオイル」配合のシートタイプのメイク落とし。携帯用（10枚）も設定されている。「ビオレ メイク落とし ふくだけコットン うるおいリッチ（現：ビオレ ふくだけコットン うるおいリッチ うるっとモイスト）」の発売に伴い、2013年8月で製造終了。
- メイク落とし ふくだけコットン うるおいリッチ すべすべクリア

2018年3月発売。皮脂クリア成分（DPG、ジカプリリルエーテル）を配合したシートタイプのメイク落とし。2020年8月製造終了。
- メイクも落とせる洗顔料 さっぱりミルク

メイク落としと洗顔料が一体となったミルクタイプの洗浄料。「クレンジングウォッシュ」より改称。2009年9月のリニューアル時にポンプタイプは200mlに変更。サイズラインナップはこのほかに小ボトル（60ml）と大ボトル（120ml）があった。2010年9月につめかえ用（180ml、ポンプタイプ専用）を追加発売。2012年9月のリニューアルで、保湿成分ヒアルロン酸mix（グリセリン・ヒアルロン酸）が配合された。2021年9月製造終了。
- ピュアスキンクレンズ

2018年9月発売。水感オイルタイプ。サイズラインナップは230ml、つめかえ用（210ml）、携帯用の50ml入りミニサイズの3サイズ。2023年3月末製造終了。
- こくリッチメイクオフクリーム

2008年9月発売。洗い流し専用クリームタイプ。乾いた手での使用が指示されており、すすぎ後に洗顔料で洗う（ダブル洗顔すること）が薦められていた。2023年3月末製造終了。
- 薬用アクネローション
- 毛穴すっきりパウダーローション

皮脂吸収パウダーを配合したあぶらとり化粧水。コットンでポンプを押し、出た液をコットンに含ませて使用する。携帯用のシートタイプも発売されていた。
- うるおい密封ジェル化粧水

2012年9月（一部店舗では同年8月最終週より）発売。発売当初はしっとり、とてもしっとりの2タイプだったが、2013年3月にさっぱりを追加発売。同時にしっとりには35ml入りのミニを発売した。「うるおいジェリー」発売に伴い、2014年9月製造終了。
- うるおい浸透コットン化粧水

シート状化粧水。2009年2月に既存品を「しっとりタイプ」にリニューアルすると共に、「とてもしっとりタイプ」を追加発売。2016年9月製造終了。
- うるおい弱酸ミルク

乳液。2017年9月製造終了。
- TEGOTAE お風呂場のうるおいラッピングミルク

2019年11月（一部ECサイトは2019年9月、一部の店舗は同年10月最終週）発売。浴室内で洗顔後に使用するぬれた肌用保湿液。つめかえ用も設定されていた。2022年3月製造終了。
- TEGOTAE お風呂場のスチームクリアセラム

2019年11月（一部ECサイトは2019年9月、一部の店舗は同年10月最終週）発売。浴室内で使用する洗い流す美容液（フェイシャルリンス）。洗顔料としての使用も可能であった。2022年3月製造終了。
- TEGOTAE メイク前のうるおい浸しチャージマスク
- 2019年11月（一部ECサイトは2019年9月、一部の店舗は同年10月最終週）発売。保湿マスク。メイク前に使用する製品だが、夜の保湿ケアに使用することも可能であった。2022年3月製造終了。
- メイクしたままさっぱりシート

表面があぶらとり面、裏面がウェット面の両面構造としたあぶら取りシート。「無香料」と「ひんやりミント」の2種類が発売されていた。2021年3月製造終了。
- メイクの上からリ・フレッシュシート アクアシトラスの香り

28枚は2021年3月、12枚も2022年3月製造終了
- ブラック ポアストリップス

2018年10月発売。シートタイプの角栓除去パック。なお、本品は従前から発売されている「毛穴すっきりパック 鼻用 黒色タイプ」と仕様が同一で、入数が異なる程度である（本品は12枚入り、「ビオレ 毛穴すっきりパック 鼻用 黒色タイプ」は10枚入り）。この「毛穴すっきりパック 鼻用 黒色タイプ」へラインナップ統合のため、2020年3月製造終了。
- スーパーUV 日やけ止め
- うるおい弱酸UV

顔用UVカット乳液（SPF20/PA++）。「ビオレさらさらUV マイルドケアミルク（現：ビオレUV マイルドケアミルク）」へ統合のため、2013年3月製造終了。
- おうちdeエステ ピタッと密着コットンパック

4枚重ねシートタイプの保湿パックで、4つに分けてから貼って使用する。2019年10月製造終了。
- 寝ている間に目もとうるおい浸透パック

目もと用保湿パック。元々は「ビオレ 目もとうるおいパック」として発売されていたが、2015年10月のリニューアルで製品名が変更され、7セット（14枚）入りに増量された。「TEGOTAE 寝ている間のうるおい集中ケアパック」の発売に伴い、2019年10月製造終了。
- 薬用さらさらデオドラントジェル【医薬部外品】

ジェルタイプの制汗デオドラント剤。「ビオレ」ブランドのデオドラント剤については、2017年2月に発売された「ビオレ 薬用デオドラントZ（現：ビオレZ 薬用デオドラント）」が実質受け継ぐこととなる。
- デオドラントベール【医薬部外品】

目立たない自然な感じの素肌色をしたワキ用の制汗デオドラント剤。
- ビオレZ/薬用デオドラントZ
  - Z ディープクリアシート ハーブミントの香り - ボディシート。1枚入と個装仕様の10包（10枚入り）の2容量があった。2021年2月製造終了。
  - 薬用デオドラントZ エッセンス【医薬部外品】 - エッセンスタイプのデオドラント剤。制汗アルミニウム塩不使用。「無香性」と「せっけんの香り」がラインナップされていた。「ビオレZ 薬用デオドラント」へのリニューアルに伴い、2020年2月製造終了。
  - Z 薬用デオドラント全身用スプレー【医薬部外品】 - 2018年2月に「ビオレ 薬用デオドラントZ 全身用スプレー」として発売。パウダー無配合のノンガススプレータイプ。「無香性」と「せっけんの香り」の2種類が発売されていた。2020年2月に外箱包装から台紙+プラスチックフィルム包装に変更するリニューアルを行い、製品名が変更された。2021年1月製造終了。
  - Z 薬用ボディシャワー【医薬部外品】 - 2021年2月発売。ロック機能付トリガースプレー式のシャワータイプ。「無香料」と「せっけんの香り」の2種類が発売され、つけかえ用も設定されていた。2023年1月末製造終了。
  - Z さらっと快適ジェル ベルガモットサボンの香り - 2020年2月発売。ジェルタイプのボディローション。2022年9月末製造終了。
- ビオレUV/さらさらUV
  - モイストフェイスミルク<顔用>（SPF50+/PA+++） - 高保湿・乳液タイプ。2010年2月末で製造終了。
  - SPF50+の化粧下地UV（SPF50+/PA++++） - ジェルタイプの顔用。「皮脂コントロール成分」が配合された「皮脂テカリ防止タイプ」、「明るさアップパール」が配合されたピンク色の「くすみ補正タイプ」、「マルチカバーパウダー」が配合された肌色の「シミ・毛穴カバータイプ」の3種類が発売されていた。2021年1月製造終了。
  - さらさらブライトミルク（SPF50+/PA++++） - ほんのり桜色の顔用ティントミルクタイプ。発売当初は「ブライトフェイスミルク」の商品名だったが、2015年2月のリニューアル時に「パーフェクトブライトミルク」へ改名。2017年2月に「ビオレさらさらUV」から「ビオレUV」へのブランド名変更に伴い、パッケージリニューアル。2019年2月に「さらさら撥水ベール」を採用してリニューアルし、再改名された。2023年1月末製造終了。
  - さらさらフェイスミルク（SPF50+/PA++++） - 顔用ミルクタイプ。2017年2月に「ビオレさらさらUV」から「ビオレUV」へのブランド名変更に伴い、パッケージリニューアル。2019年2月に「さらさら撥水ベール」を採用してリニューアルされ、「パーフェクトフェイスミルク」から改名された。2023年1月末製造終了。
  - デイリーケアジェル（SPF30/PA++） - ジェルタイプ。2016年3月製造終了。
  - 速乾さらさらスプレー（SPF50+/PA++++） - スプレータイプ。2014年に数量限定品として発売されていたが、2015年2月に通常製品として発売。2017年2月のリニューアル時に内容量を1.5倍に増量（50g→75g）するとともに、「ビオレさらさらUV」から「ビオレUV」へブランド名を変更。2019年2月のリニューアル時に「パーフェクトスプレー」から製品名が変更された。「アスリズム スキンプロテクトスプレー」の発売に伴い、2020年1月製造終了。
  - のびのびキッズミルク（SPF50+/PA++++） - こども用ミルキィタイプ。2017年2月のパッケージデザイン変更時に「ビオレさらさらUV」から「ビオレUV」へブランド名を変更。「キッズ ピュアミルク」の発売に伴い、2020年1月製造終了。
  - マイルドケアミルク（SPF30/PA++） - ウォーターベースのミルクタイプ。2017年春のパッケージデザイン変更時に「ビオレさらさらUV」から「ビオレUV」へブランド名を変更。2019年2月にパッケージデザインを変更するリニューアルが行われた。2021年1月製造終了。
  - アクアリッチ ウォータリームース（SPF50+/PA++++） - ムースタイプ。2014年2月のリニューアル時にPA値を最高レベルのPA++++に向上させた。2015年3月製造終了。
  - アクアリッチ ウォータリージェリー【医薬部外品】（SPF30/PA+++） - 美白効果を備えた水感ジェルタイプ。2015年3月製造終了。
  - アクアリッチ BBエッセンス（SPF50+/PA++++） - 顔用BBタイプ。カラーはブライトベージュ。2015年2月のリニューアル時に「アクアリッチ ウォータリーBB（2013年2月発売）」から製品名を変更した。2019年1月末製造終了。
  - アクアリッチ 美白エッセンス【医薬部外品】（SPF50+/PA++++） - 顔用美白タイプ。2015年2月のリニューアル時にPA値を最高レベルのPA++++に向上させて「アクアリッチ 美白クリーム（2012年2月発売）」から製品名を変更した。2019年1月末製造終了。
  - アクアリッチ 爽快ジェルローション（SPF33/PA+++） - パウダー入りジェルローションタイプ。2017年2月のパッケージリニューアルで、「ビオレさらさらUV」から「ビオレUV」へブランド名が変更された。2018年3月製造終了。
  - アスリズム サンバーンプロテクトミルク（SPF50+/PA++++） - 2020年3月発売。「近赤外線ブロックフィルターTech」を採用したミルクタイプ。2023年1月末製造終了。
- つるつるボディエステ
- つるつるフェイスエステ
- ボディケアフォーム マッサージボール

手の平を使って、マッサージボールをころころと肌の上で転がしながら洗うボディ用洗浄料。
- さらさらパウダーシート
  - フラワーシャワーの香り - リニューアルに伴い、2010年2月末製造終了。
  - アップルジンジャーの香り - リニューアルに伴い、2010年2月末製造終了。
  - ホワイトシャルドネの香り - 2011年2月末製造終了。
  - マンダリンオレンジの香り - 2012年2月末製造終了。
  - ベリー&ローズの香り - 2012年2月末製造終了。
  - トロピカルリゾートの香り（フレグランスコレクション） - 2013年2月製造終了。
  - アロマオレンジの香り（フレグランスコレクション） - 2014年2月製造終了。
  - やわらかタッチ - 弱酸性・アルコールフリー設計。ベビーパウダーの香り。2014年2月製造終了。
  - フレッシュシトラスの香り - 2015年2月のリニューアルに伴い「ピュアフレッシュシトラスの香り」へ継承。
  - アクアティックローズの香り（フレグランスコレクション） - 2015年2月のリニューアルに伴い「アクアオアシスローズの香り」へ継承。
  - UVカット（SPF20/PA++） - UVカット機能付の無香料タイプ。2015年2月製造終了。
  - アロマフレッシュベリーの香り（フレグランスコレクション） - 2016年3月製造終了。
  - 香りマジック はじけるライムtoうっとりピーチの香り - 2016年2月発売。ふくときはライムの香りだが、その後、ピーチの香りに変化するタイプ。発売当初は「ライムソーダtoピーチの香り」の香調名だったが、2019年2月に香りを改良し、香調名も変更された。2022年2月製造終了。
  - 薬用デオドラント クールミントの香り【医薬部外品】 - 2015年2月発売。2022年2月製造終了。
  - 摘みたてローズの香り（フレグランスコレクション→ベーシック） - 2015年2月発売。2016年2月のパッケージリニューアルに伴ってベーシックラインへ移行し、ボックスタイプとつめかえ用を追加発売した。従来の「アクアオアシスローズの香り」から改名。2023年1月末製造終了。
- うるさらパウダーシート リッチモイスチャー - 2015年2月製造終了。
- 美肌ケアもできる汗ふきシート - アルコールフリータイプのボディ用シート。「保湿ケアタイプ（「ビオレうるさらパウダーシート」では「モイスチャー」として発売）」と「角質クリアタイプ」の2種類があり、それぞれに携帯用10枚入と徳用36枚入りの2サイズが設定されていた。2016年2月のリニューアル時に「ビオレうるさらパウダーシート（2014年2月発売）」の製品名が変更された。2018年3月製造終了。
- 冷シート リフレッシュハーブの香り - 2020年2月製造終了。
- ビオレu
  - パウダーinビオレu、ビオレuパウダーin - どちらも現在の「ビオレu さっぱりさらさら」の前身。前者は中性、後者は弱酸性。なお、後者は一時「ビオレ ボディケアフォーム パウダーin」の製品名で発売されていた時期があった。
  - ビオレuしっとりクリームin - 現在の「ビオレu うるおいしっとり」の前身。
  - ビオレuデオドラント【医薬部外品】- 汗のにおいを防ぐデオドラント効果のある全身洗浄料（中性）。
  - スマイル気分 ハッピーシトラスの香り - 2010年1月製造終了
  - 気分休まる やすらぎグリーンの香り - 2011年1月末製造終了
  - ジューシーピーチの香り - 2012年2月製造終了
  - ふんわりカモミールの香り - 2013年2月製造終了
  - トロピカルフルーツの香り - 2014年4月製造終了
  - シャキッとオレンジの香り - 2014年4月製造終了
  - スマイルタイム つみたてベリーの香り - リニューアルに伴い、2015年4月製造終了
  - アロマタイム - 液体タイプのボディウォッシュ。当初は「エレガントスパ」と「パラダイスエア」の2種類だったが、2013年10月に「プレシャスドルチェ」を追加。2014年9月のリニューアル時に内容量が変更された（ポンプ：550ml→500ml、つめかえ用：400ml→360ml）。「ビオレu アロマトリートメント ボディウォッシュ」へ継承のため、2016年4月製造終了。
  - アロマトリートメント ボディウォッシュ - 液体タイプのボディウォッシュ。「エレガントフローラルの香り」、「オリエンタルバニラの香り」、「アクアリゾートの香り」の3種類が発売されていた。「ビオレu 潤い美肌 ボディウォッシュ」の発売に伴い、2017年10月製造終了。
  - 潤い美肌ボディウォッシュ - 液体タイプのボディウォッシュ。「ローズ&ホワイトブーケの香り」、「ベルガモット&ハーブの香り」、「ジャスミン&ロイヤルソープの香り」の3種類が発売されていた。「ビオレu ザ ボディ」の発売に伴い、2019年9月製造終了。
  - みるみる泡立つボディタオル - 「花王スポンジタオル」後継のボディタオル。ブルーとピンクの2色が発売されていた。「ビオレu ザ ボディ 液体タイプ用ボディタオル」へ集約のため、2020年3月製造終了。
  - 角層まで浸透する うるおいバスミルク やさしいフルーツの香り - 2015年9月発売。本体は2021年8月製造終了。つめかえ用も2022年3月製造終了。
  - 薬用ハンドウォッシュ【医薬部外品】
  - キッチンハンドジェルソープ ほのかなシトラスの香り【医薬部外品】 - 2020年6月製造終了。
  - クリーミィローション - 入浴後のお手入れに。
  - フレッシュローション - 入浴後のお手入れに。
  - 家族みんなのさらさらミルク - スキンケアミルク。2015年8月製造終了。
  - 家族みんなのしっとりクリーム - スキンケアクリーム。2010年9月のリニューアルによりラインナップを無香料・185g入りボトルタイプに集約すると共に、ポンプタイプに変更。2015年8月製造終了。
  - アロマタイム 泡ハンドソープ【医薬部外品】 - 泡タイプハンドソープの香りライン。「ロマンティックローズの香り」と「フレッシュハーブの香り」の2種類が発売されていた。2021年3月製造終了。
- ビオレu ザ ボディ 液体タイプ - ボディウォッシュ。「ピュアリーサボン」と「ブリリアントブーケ」の2種類があり、つめかえ用は「ラクラクecoパック」仕様の通常サイズ（340ml）の他に、約2.2倍量（750ml）・キャップ付スタウトパウチ仕様の大サイズも設定されていた。「ビオレu ザ ボディ ジェルタイプ」へ移行のため、2021年9月製造終了。
- ビオレガード 薬用ジェルハンドソープ 無香料【医薬部外品】 - 2020年6月製造終了。「ビオレガード」ブランドのハンドソープの無香料は「薬用泡ハンドソープ」のみとなる。
- ビオレボディデリ - 2016年9月にボディウォッシュ全品の製造を終了したことで、ブランドを終息した。
  - ペースト洗浄料 - 濃密泡タイプのボディウォッシュ。2011年3月に「もっちり濃密泡で洗う ペースト状洗浄料」から製品名を変更。2012年9月製造終了。
  - ミルキィ洗浄料 - しっとり保湿タイプのボディウォッシュ。つめかえ用も設定されている。2012年9月製造終了。
  - ボディウォッシュ クレイタイプ - 洗浄補助成分のクレイ（タルク）を配合したボディウォッシュ。2016年9月製造終了。
  - ボディウォッシュ スクラブタイプ - 角質除去タイプのボディウォッシュ。発売当初は「粒つぶで洗う 泡立つスクラブ洗浄料」だったが、2011年3月に製品名を「スクラブ洗浄料」に改名し、2012年9月にパッケージリニューアルと同時に現在の製品名に改名した。2016年9月製造終了。
  - ボディウォッシュ リキッドタイプ - 皮脂すっきりタイプのボディウォッシュ。同年6月に「つめかえ用」を追加発売。発売当初は「簡単ボディクレンジング 泡立つジューシーリキッド洗浄料」だったが、2011年3月に泡立ちを向上して製品名を「リキッド洗浄料」に改名し、2012年9月にパッケージリニューアルと同時に現在の製品名に改名した。2016年9月製造終了。
  - ボディウォッシュ しっとり濃密泡タイプ - 液体タイプのボディウォッシュ。つめかえ用も設定されていた。2016年9月製造終了。
  - とろ〜りいたわる すべすべボディスムージー【医薬部外品】 - ボディローション。2011年3月末製造終了。
  - 朝のうるおいチャージ ボディジェリー（SPF25/PA+++） - UV効果もある保湿ジェル。2011年3月末製造終了。
  - うるおいケアポット - ジャー入りのボディクリーム。2012年9月のリニューアル時に「はちみつポット」は「とてもしっとり」に、「クリーミィローズポット」は「しっとり」に、「ヨーグルトポット」は「さっぱり」にそれぞれ改名し、「濃密ハンドバター」と統一したラインナップとなった。2016年3月製造終了。
  - 濃密ハンドバター - 高保湿ハンドクリーム。ハチミツ・シアバター・ユズエキスを配合した「とてもしっとり」、アボカドオイル・ノバラエキス・オリーブオイルを配合した「しっとり」、ヨーグルトエキス（ホエイ）・ピーチエキス・プルーンエキスを配合した「さっぱり」の3タイプが発売されていた。2016年3月製造終了。
- ビオレプライムボディ - 2018年9月に全製品の製造が終了となり、ブランドを終息した。
  - オイルinボディウォッシュ - 液体タイプのボディウォッシュ。香りは「フラワーガーデンの香り」と「ハーバルオアシスの香り」の2種類が設定されていた。2018年9月製造終了。
  - オイルinボディスクラブ - ジェルタイプのボディスクラブ。2017年3月製造終了。
  - オイルinボディミルク - ボトル入りのボディミルク。香りは「オイルinボディウォッシュ」と香りのラインナップを統一し、「フラワーガーデンの香り」と「ハーバルオアシスの香り」の2種類が設定されていた。2018年9月製造終了。
  - ボディオイル - 2018年9月製造終了。
  - オイルin保湿UVミルク（SPF30/PA+++） - チューブ入りのボディミルク。2017年3月製造終了。
- メンズビオレ
  - メンズビオレ - 男性用ソフトスクラブ入り洗顔フォーム。現在の「ミクロスクラブ洗顔」にあたる。
  - ワンプッシュ洗顔 - 液状タイプ。2011年3月製造終了。
  - ダブルクリーンシート - 両面タイプのフェイスシート。「メイクしたままさっぱりシート」の男性向けバージョン。2011年3月末製造終了。
  - 爽快クールシート - 大判サイズのシート。2011年3月末製造終了。
  - 洗顔パワーシート
    - UVカット（SPF15/PA++） - UVカットタイプの顔用シート。発売開始当初は携帯用20枚入りのみだったが、2013年3月に徳用40枚入りが追加された。2014年3月製造終了。
    - スーパークールタイプ - 「洗顔パワーシート」に比べてメントールを4倍配合した爽快クールタイプ。携帯用22枚入りと徳用48枚入りが発売されていた。2015年3月製造終了。
    - 化粧水inタイプ - しっとりタイプ。メントール・アルコール不使用。携帯用20枚入りと徳用40枚入りが発売されていた。2016年3月製造終了。
    - ディープクリア - 2015年3月発売。「洗顔パワーシート」のリニューアルに伴い、2018年2月製造終了。

  - 洗顔シート
    - フレッシュアップルの香り - 。2014年3月発売、携帯用は2020年3月、徳用も2021年10月に順次製造を終了した。
    - さっぱりオレンジの香り - 2016年3月発売。携帯用は2020年3月、徳用も同年10月に順次製造を終了した。

  - ダブルケアローション - 振って使う2層タイプの顔用ローション。2011年3月末製造終了。
  - 浸透化粧水 UVミルキータイプ（SPF30/PA+++） - 2018年2月製造終了。
  - ボディウォッシュ
  - 薬用デオドラントボディウォッシュ ひんやりクール【医薬部外品】 - 冷感ジェルタイプのボディウォッシュ。発売当初は「シャワージェルウォッシュ ひんやりさっぱり」だったが、2013年3月のリニューアル時に「ジェルボディウォッシュ」に改名。2015年3月のリニューアル時にデオドラントタイプとなり、内容量を増量（300ml→440ml）してポンプタイプに変更した。「ジェルボディウォッシュ」に設定されていたつめかえ用は2015年3月製造終了（「ジェルボディウォッシュ」のつめかえ用は「薬用デオドラントボディウォッシュ ひんやりクール」のボトルに詰替えることはできない）。2018年3月製造終了。
  - シャワージェルウォッシュ（シトラスフレッシュ、ノンメントール スタイリッシュアクア） - 2011年3月製造終了。
  - シャワージェルウォッシュ さっぱり - 2013年3月製造終了。
  - さらさらパウダーシート
  - 薬用デオドラントボディシート【医薬部外品】 - 大判サイズの男性向け。32枚入り。以下の製品は「ボディシート」へのリニューアルに伴い、2020年3月製造終了。
    - フレッシュアップルの香り
    - さっぱりオレンジの香り

  - 発泡デオドラントローション【医薬部外品】 - シャーベット状の制汗デオドラントローション。2011年3月製造終了。
  - 瞬間ドライスプレー【医薬部外品】 - シャツがペタペタ張り付かないデオドラントスプレー。2011年3月末製造終了。
  - 爽快ボディシート【医薬部外品】 - デオドラントシート。2011年3月製造終了。
  - Z ディープクリアシート 石けんの香り - ボディシート。「ビオレZ ディープクリアシート」の男性向け仕様。10包（10枚入り）のみの設定。2021年2月製造終了。
  - ニオイを防ぐさらさらジェル【医薬部外品】 - 制汗・デオドラント剤。「クールオーシャンの香り」と「フレッシュライムの香り」の2種類が発売されていた。「薬用デオドラントZ（現：メンズビオレZ 薬用デオドラント）」へ継承のため、2017年2月製造終了。
  - 薬用デオドラントZ エッセンス【医薬部外品】 -  エッセンスタイプのデオドラント剤。制汗アルミニウム塩不使用。「無香性」と「アクアシトラスの香り」をラインナップしていた。「メンズビオレZ 薬用デオドラント」へのリニューアルに伴い、2020年2月製造終了。
  - Z 薬用デオドラント全身用スプレー【医薬部外品】 - 2018年2月に「メンズビオレ 薬用デオドラントZ 全身用スプレー」として発売。パウダー無配合のノンガススプレータイプ。「無香性」と「アクアシトラスの香り」の2種類が発売されていた。2020年2月に外箱包装から台紙+プラスチックフィルム包装に変更するリニューアルを行い、製品名が変更された。2021年1月製造終了。
  - Z さらっと快適ジェル 石けんの香り - 2020年2月発売。ジェルタイプの男性向けボディローション。2022年9月末製造終了。

## 海外での展開
ビオレは海外展開も盛んで現在12の国と地域（中国・香港・台湾・ベトナム・タイ・マレーシア・シンガポール・インドネシア・オーストラリア・カナダ・アメリカ合衆国・イギリス）でそれぞれの現地に合わせた仕様で販売されており、男性向けの「メンズビオレ」も「ビオレ」展開国のうちオーストラリア・カナダ・アメリカ合衆国・イギリスを除く8つの国の地域で販売されている。
ビオレの場合、日本国内では「ビオレu」として発売されているボディウォッシュやハンドソープ（ハンドソープは台湾のみの展開）が「ビオレ」として発売されているほか、緑茶エキス配合の「Deep Free（ディープフリー）」などと、日本国内にはない製品も発売されている。尚、「スキンケア洗顔料」のパッケージデザインはマレーシアやインドネシアで先行導入されており、2012年2月には台湾、同年3月には香港にも導入された。デザインカラーは日本国内にはないグレーのもの（Glowing Bright又はWhitening）も存在する（なお、日本国内で発売されている「スキンケア洗顔料 薬用アクネケア」はグリーンのものを用いており、海外で販売されている同類の製品とは異なる）。
また、メンズビオレにおいても、日本国内では「ニベアメン」との棲み分けの関係でラインナップが少ないスキンケア商品（化粧水・乳液・クリーム）がラインナップされているほか、一部地域では日本国内では「サクセス」が担当するシャンプーやコンディショナーもラインナップされている。
なお、アメリカ合衆国向け製品は「USA Biore」シリーズとして日本向けに仕様変更（その為、裏面に「Made In Japan」の表記がある）の上、2018年10月に一部のECサイトやバラエティショップなどで発売が開始されたが、前述したように、2020年3月をもって全製品の製造が終了された。

## CMイメージキャラクター

### 現在
- ザフェイス 泡洗顔料、パチパチはたらくメイク落とし - 桜井ユキ
- おうちdeエステ - 倉科カナ（過去には泡クリームメイク落とし、クリアふきとりシートにも出演）
- メイクの上からリフレッシュシート - 川栄李奈
- 朝用ジュレ洗顔料 - 新井恵理那
- さらさらパウダーシート/冷シート（夏季のみ） - 浜辺美波
- UV アクアリッチ - 二階堂ふみ
- 薬用デオドラントZ（夏季のみ） - 渡辺直美
- ビオレu ザ ボディ - 田中圭、橋本環奈、篠原涼子、江口のりこ
- ビオレガード - 野村萬斎
- メンズビオレ - 菅田将暉、澤部佑
- 「まさつレスな泡で洗おう」 キャンペーンアンバサダー- INI
- ビオレ ザボディ シャワーヘッド - 宇良（2025年2月より、両国国技館限定）

ビオレu 泡ハンドソープ「弱酸性のあいつ by 手肌まもり隊」（2018年、ネットCM）
- 作曲：小杉保夫、振付：振付稼業air:man。
- ミルクス本物（北海道）、仙臺いろは組（東北）、Negicco（北陸）、Chubbiness（関東）、OS☆U（中部）、たこやきレインボー（関西）、SPL∞ASH（中国四国）、ばってん少女隊（九州沖縄）。

### 過去
- 西田ひかる - 1988年 - 1989年、洗顔フォーム
- 川上未遊 - 西田ひかると共演
- 八木さおり
- 西野妙子
- 石川亜沙美
- 高岡早紀 - 1992年 - 1993年頃、ビオレuデオドラント、クレンジングウォッシュ
- 荻野目洋子
- 石田えり - 1989年 - 1991年頃、ビオレu
- 石田ゆり子 - 1990年 - 1994年頃、ビオレu、石田えり・田中好子とも共演
- 田中好子 - 1991年頃 - 、石田ゆり子と共演
- 一色紗英 - 1993年、パウダー in ビオレu
- 風吹ジュン
- 羽田美智子 - 1996年、カリテの美白、モイスチャー、ティントパウダー
- 富田靖子 - 1984年頃
- 松下由樹 - 1984年頃、富田靖子と共演。1996年頃に再起用、しっとりクリームin、メイク落とし、目もとうるおいパック
- 松本孝美 - 1994年、ビオレu
- 岡本綾 - 1997年 - 1998年、ビオレu、洗顔フォーム
- 安田成美 - 1981年、洗顔フォーム
- 山口智子 - メイク落とし（現：メイク落とし しっかりクリアジェル）
- 山口美江 - クレンジングウォッシュ（現：メイクも落とせる洗顔料）
- 中山エミリ - パーフェクトオイル
- 西田尚美 - ふくだけコットン
- 真中瞳 - ふくだけコットン
- 辻香緒里 - 毛穴すっきりパック
- 0930 - さらさらパウダーシート
- 小泉里子 - 洗顔フォーム
- 平山あや - 毛穴すっきりパック、パーフェクトオイル
- 希良梨 - 洗顔フォーム
- 岸部シロー - うるおい洗顔料
- 菊池亜希子 - パーフェクトオイル
- 高山侑子 - さらさらパウダーシート
- 石橋杏奈 - さらさらパウダーシート
- 相武紗季 - マシュマロホイップ、メンズビオレ
- 浜島直子 - メイクも落とせる洗顔料 うるうる密着泡
- 浅尾美和 - 洗顔フォーム
- 竹下玲奈 - ボディデリ、さらさらUV アクアリッチ
- 中村アン - さらさらUV アクアリッチ
- 貫地谷しほり - 洗顔フォーム、マシュマロホイップ、パーフェクトオイル
- 波瑠 - マシュマロホイップ、UV アクアリッチ
- SHIHO - 洗顔フォーム、ふくだけコットンさらさらオイルin、うるおい浸透コットン化粧水
- 森絵梨佳 - メイク落とし ふくだけコットン うるおいリッチ、メイク落とし パーフェクトオイル、スキンケア洗顔料（高垣麗子と共演バージョンあり）
- 高島彩 - スキンケア洗顔料、うるおいジェリー、さらさらUV アクアリッチ
- 榮倉奈々 - スキンケア洗顔料、うるおいジェリー、UV アクアリッチ
- 神山まりあ - スキンケア洗顔料
- 国分佐智子 - メイクも落とせる洗顔料 うるうる密着泡
- 高垣麗子 - うるおいクレンジングリキッド、メイク落とし ふくだけコットン うるおいリッチ、うるさらボディケアシート（夏季のみ。森絵梨佳と共演バージョンあり）
- 加藤綾子 - うるおいクレンジングリキッド[3]
- 松岡茉優 - 素肌つるるんクレンジングウォーター
- 本上まなみ - おうちdeエステ（以前、「私の洗顔論」シリーズで起用されたことがあり、ブランド内の別製品で再起用される形となる）
- 本田翼 - マシュマロホイップ、さらさらパウダーシート（夏季のみ）
- 池田エライザ - マシュマロホイップ
- 指原莉乃 - さらさらパウダーシート・冷シート

夏季のみ
- 杉咲花 - ピュアスキンクレンズ
- 西野七瀬・日村勇紀[注 1] - UV アクアリッチ
- かとうかずこ - 1987年頃、ビオレu
- 城戸真亜子 - 1987年頃、ビオレu
- 渡辺満里奈・MEGUMI - ビオレu
- 瀬戸朝香 - ビオレu、メイクとろりんなで落ちジェル
- 五郎丸歩 - ビオレu
- 星野源 - ビオレu[注 2]
- 鈴木六夏 - ビオレu アロマタイム
- 檀れい - ビオレu アロマトリートメント ボディウォッシュ
- 観月ありさ - ビオレu 潤い美肌ボディウォッシュ
- 田中美保 - ビオレu 潤い美肌ボディウォッシュ、メンズビオレ

メンズビオレ
- 柏原崇
- 窪塚洋介
- 坪井慶介
- 佐藤隆太
- 宮本恒靖
- 市原隼人
- 加藤慶祐
- 向井理

「私の洗顔論」シリーズ出演
- 竹内結子
- 篠原涼子
- 桐島かれん
- 黒谷友香
- 片瀬那奈
- 中越典子
- 山本未來
- 雅姫
- 市川実和子
- 小谷実可子